# Sphaerothecium subchlorophyllosum
Sphaerothecium subchlorophyllosum är en bladmossart som beskrevs av G. Frahm 1986. Sphaerothecium subchlorophyllosum ingår i släktet Sphaerothecium och familjen Dicranaceae. Inga underarter finns listade i Catalogue of Life.